# 加茂タクシー
加茂タクシーは、京都府久世郡久御山町に本社を置くタクシー会社。

## 概要
1955(昭和30)年1月20日に創業した。本社のある久御山町を中心に、京都市伏見区や京都府南部の山城地域にてタクシーを運行している。車両は黒塗りで、トヨタ・クラウンやトヨタ・クラウンコンフォート、日産・セレナなどのワンボックスカーや日産・リーフなどの電気自動車を導入している。タクシーの天井に載っている行灯は緑色の菱形で、白色の文字で「加茂」と記されている。京都府南部のタクシー会社として最も長く営業している会社である。
- 社名　加茂タクシー株式会社
- 本社所在地　京都府久世郡久御山町佐山新開地117
- 設立　1955(昭和30)年1月20日
- 代表者　代表取締役社長　大江正泰
- 資本金　1,000万円
- 配車・営業エリア　京都市伏見区、宇治市、八幡市、久御山町、京田辺市、木津川市、井手町、宇治田原町、精華町、笠置町、和束町、南山城村
- 保有車両　トヨタ・クラウン、トヨタ・クラウンコンフォート、日産・セレナ、日産・リーフ
- 営業所
  - 本社営業所：京都府久世郡久御山町佐山新開地117
  - 京田辺営業所：京都府京田辺市三山木善入山5-1 グレース壱番館202